# Calochilus ammobius
Calochilus ammobius är en orkidéart som beskrevs av David Lloyd Jones och Bruce Gray. Calochilus ammobius ingår i släktet Calochilus och familjen orkidéer.
Artens utbredningsområde är Queensland. Inga underarter finns listade i Catalogue of Life.